# St. Paul (Misuri)
St. Paul es una ciudad ubicada en el condado de St. Charles en el estado estadounidense de Misuri. En el Censo de 2010 tenía una población de 1829 habitantes y una densidad poblacional de 105,76 personas por km².

## Geografía
St. Paul se encuentra ubicada en las coordenadas 38°50′47″N 90°44′27″O / 38.84639, -90.74083. Según la Oficina del Censo de los Estados Unidos, St. Paul tiene una superficie total de 17.29 km², de la cual 17.29 km² corresponden a tierra firme y (0%) 0 km² es agua.

## Demografía
Según el censo de 2010, había 1829 personas residiendo en St. Paul. La densidad de población era de 105,76 hab./km². De los 1829 habitantes, St. Paul estaba compuesto por el 98.69% blancos, el 0.33% eran afroamericanos, el 0.22% eran amerindios, el 0.11% eran asiáticos, el 0% eran isleños del Pacífico, el 0.33% eran de otras razas y el 0.33% pertenecían a dos o más razas. Del total de la población el 0.44% eran hispanos o latinos de cualquier raza.